# Tarquin Hall
Tarquin Hall (Londra, 1969) è uno scrittore e giornalista inglese.
È conosciuto per le sue opere letterarie, con protagonista il detective Punjabi Vish Puri, responsabile della Investigatori Privatissimi Ltd

## Biografia
Nato a Londra, da padre inglese e madre americana. Hall ha trascorso gran parte della sua vita all'estero e ha viaggiato molto tra Asia e Africa.
È autore di molti articoli che sono apparsi in molti giornali e riviste inglesi, tra cui il Times, la Domenica Times, Sunday Times, Daily Telegraph, Observer and New Statesman. 
Ha lavorato anche nei telegiornali, ed è un ex capo dell'ufficio del Sud Asia di Associated Press TV.
I suoi libri hanno ricevuto ampi consensi dalla stampa britannica. Il suo secondo libro, To the Elephant Graveyard (2000), è stato annunciato da Christopher Matthew sul Daily Mail, come un classico. Il suo terzo libro, Salaam Brick Lane: A Year in the New East End , è stato descritto da Kevin Rushby in The Guardian come affascinante, brillante, affettuoso e appassionato.
Nel 2009, Hall ha pubblicato il suo primo romanzo giallo, Vish Puri e il caso della domestica scomparsa introducendo il personaggio letterario Punjabi Vish Puri, responsabile della Investigatori Privatissimi Ltd. Nel 2010 ha pubblicato il secondo romanzo della serie, Vish Puri e il caso dell'uomo che morì ridendo.
Hall Attualmente divide il suo tempo tra Londra e Nuova Delhi. È sposato con la giornalista indiana e presentatore alla BBC Anu Anand, con la quale ha un figlio.

## Opere
- Mercenaries, Missionaries and Misfits: Adventures of an Under-age Journalist
- Alla ricerca del cimitero degli elefanti (To the Elephant Graveyard)
- Salaam Brick Lane: A Year in the New East End
- Vish Puri e il caso della domestica scomparsa (The Case of the Missing Servant)
- Vish Puri e il caso dell'uomo che morì ridendo (The Case of the Man Who Died Laughing)

| Controllo di autorità | VIAF (EN) 62472642 · ISNI (EN) 0000 0001 2136 1110 · SBN LO1V275282 · LCCN (EN) n00012442 · GND (DE) 124103669 · BNF (FR) cb144160273 (data) · J9U (EN, HE) 987007287726205171 · CONOR.SI (SL) 148918883 |